# Abborrtjärnberget
Abborrtjärnberget är ett naturreservat i Norsjö kommun i Västerbottens län.
Området är naturskyddat sedan 2008 och är 95 hektar stort. Reservatet omfattar berget som ligger vid södra änden av Vargforsdammen. Reservatets skog är består till stor del av tallskog.